# Škrdlovice
Škrdlovice (en allemand : Skerdlowitz) est une commune du district de Žďár nad Sázavou, dans la région de Vysočina, en République tchèque. Sa population s'élevait à 656 habitants en 2020.

## Géographie
Škrdlovice se trouve à 8 km au nord de Žďár nad Sázavou, à 36 km au nord-est de Jihlava et à 119 km au sud-est de Prague.
La commune est limitée par Vojnův Městec au nord, par Cikháj au nord et au nord-est, par Světnov à l'est, par Polnička au sud et au sud-ouest, et par Karlov à l'ouest.

## Histoire
La première mention écrite de la localité date de 1454.

## Transports
Par la route, Škrdlovice se trouve à 8,5 km de Žďár nad Sázavou, à 46 km de Jihlava et à 152 km de Prague.